# Elecciones estatales de Brandeburgo de 2009
Las elecciones estatales de Brandeburgo de 2009 se llevaron a cabo en Brandeburgo el 27 de septiembre de 2009, el mismo día que las elecciones federales alemanas y las elecciones estatales de Schleswig-Holstein. 

## Antecedentes
Al momento de la elección, el Partido Socialdemócrata (SPD) y la Unión Demócrata Cristiana de Alemania (CDU) gobernaban juntos en una gran coalición encabezada por el Ministro Presidente Matthias Platzeck (SPD).
Platzeck postuló una vez más como el principal candidato del SPD. El principal candidato de La Izquierda fue el líder de la facción del partido en el Landtag, Kerstin Kaiser, mientras que la candidata de la CDU fue Johanna Wanka, la actual ministra de Ciencia, Investigación y Cultura en el Gobierno Merkel III. La Unión del Pueblo Alemán (DVU) nominó a la líder de la  facción Liane Hesselbarth como su candidata, mientras que el Partido Verde fue liderado por Marie Luise von Halem y Axel Vogel. El Partido Democrático Liberal (FDP), por su parte, nombró a Hans-Peter Goetz, un abogado de Teltow, como su candidato.

## Resultados
El SPD fue una vez más el principal partido en la elección, ganando un porcentaje ligeramente mayor de votos que en 2004, pero perdiendo dos escaños. Los votos de La Izquierda y la CDU se mantuvieron casi sin cambios desde las últimas elecciones, con un ligero descenso en la votación de La Izquierda y una ganancia menor para la CDU. Tanto el FDP como los Verdes pasaron la barrera del 5%, ganando de esta manera escaños en el Landtag por primera vez desde las elecciones de 1990. Por el contrario, la DVU obtuvo el 1,2% y no obtuvo representación en el Landtag. Por otro lado, el Partido Nacionaldemócrata de Alemania (NPD) obtuvo el 2.5 % y los Votantes Libres (FW) el 1.6%, por lo que ambos no recibieron ningún escaño. Otros partidos con porcentajes aún más bajos, recibieron entre todos el 1.8% y ningún escaño.
Cabe destacar que la participación del NPD causó que este entrara en conflictos con la DVU, ya que la competitividad entre ambos partidos violaba el principal objetivo del Deutschlandpakt, coalición electoral integrada por ambos partidos.
Después de la elección, el SPD y La Izquierda formaron una coalición "roja-roja", lo que permitió a Matthias Platzeck continuar como Ministro-Presidente.
| Partido                               | Partido                               | Erststimmen | %          | Mandatos directos | Zweitstimmen | %          | Escaños 2009 | Escaños 2004 |
|                                       | SPD                                   | 417.701     | 30,3       | 19                | 458.840      | 33,0       | 31           | 33           |
|                                       | DIE LINKE.                            | 406.973     | 29,5       | 21                | 377.112      | 27,2       | 26           | 29           |
|                                       | CDU                                   | 307.685     | 22,3       | 4                 | 274.825      | 19,8       | 19           | 20           |
|                                       | FDP                                   | 87.268      | 6,3        | −                 | 100.123      | 7,2        | 7            | −            |
|                                       | B'90/Grüne                            | 81.066      | 5,9        | −                 | 78.550       | 5,7        | 5            | −            |
|                                       | NPD                                   | 36.247      | 2,6        | −                 | 35.544       | 2,6        | −            | −            |
|                                       | FREIE WÄHLER                          | 32.498      | 2,4        | −                 | 23.296       | 1,7        | −            | −            |
|                                       | DVU                                   | −           | −          | −                 | 15.903       | 1,1        | −            | 6            |
|                                       | 50Plus                                | 3.938       | 0,3        | −                 | 7.905        | 0,6        | −            | −            |
|                                       | RRP                                   | 350         | 0,0        | −                 | 6.896        | 0,5        | −            | −            |
|                                       | Die-Volksinitiative                   | −           | −          | −                 | 4.452        | 0,3        | −            | −            |
|                                       | REP                                   | −           | −          | −                 | 3.132        | 0,2        | −            | −            |
|                                       | DKP                                   | −           | −          | −                 | 2.144        | 0,2        | −            | −            |
|                                       | Familie                               | 452         | 0,0        | −                 | −            | −          | −            | −            |
|                                       | Freie Union                           | 150         | 0,0        | −                 | −            | −          | −            | −            |
|                                       | Independientes                        | 5.528       | 0,4        | −                 | −            | −          | −            | −            |
| Votos válidos                         | Votos válidos                         | 1.379.851   | 100,0 96,8 | 44                | 1.388.722    | 100,0 97,4 | 88           | 88           |
| Votos nulos                           | Votos nulos                           | 45.218      | 3,2        |                   | 36.347       | 2,6        |              |              |
| Total de votos emitidos Participación | Total de votos emitidos Participación | 1.425.069   | 100,0 67,0 |                   | 1.425.069    | 100,0 67,0 |              |              |
| Abstención                            | Abstención                            | 701.288     | 33,0       |                   | 701.288      | 33,0       |              |              |
| Total                                 | Total                                 | 2.126.357   | 100,0      |                   | 2.126.357    | 100,0      |              |              |